# New Caney
New Caney è una comunità non incorporata degli Stati Uniti d'America della contea di Montgomery nello Stato del Texas. Fa parte dell'area metropolitana di Houston-Sugar Land-Baytown.

## Geografia fisica
New Caney si trova sulla linea della Southern Pacific Railroad, all'incrocio tra la Farm Road 1485 e la State Highway Loop 494, diciassette miglia a sud-est di Conroe, nella parte sud-est della contea di Montgomery.